# Corner sur le cuivre de 1887

Cours du cuivre au London Metal Exchange, pendant le corner sur le cuivre.

Le corner sur le cuivre de 1887, piloté par l'industriel Eugène Secrétan et sa Société des métaux, est la plus importante opération d'accaparement de l'histoire de la production du cuivre. Impliquant le Comptoir national d'escompte de Paris et le banquier d'Eugène Secrétan, l'opération entraîne la faillite de la banque en mars 1889, ponctuée par le suicide de son président et une intervention massive de la Banque de France, à hauteur de cent millions de francs or.

## Histoire
L'opération est décidée alors que la production mondiale est d'environ 250 000 tonnes par an et repose sur l’achat de quantités énormes par un « cartel du cuivre » au centre duquel se trouve le directeur de la Société des métaux, l'industriel Eugène Secrétan.
Eugène Secrétan commence à se faire la main sur l'étain et sur le plomb, fin 1886. Puis il découvre que les stocks mondiaux de cuivre ont été réduits à 40 000 tonnes et que les cours sont tombés sous les 36 livres sterling la tonne. Par des nantissements d'environ une soixantaine de millions de francs, il arrive à contrôler les stocks internes avec l'aide d'un groupe de financiers. En trois mois, les cours remontent à 84 livres la tonne. Puis il noue une alliance avec les producteurs anglais, américains, suédois et espagnols, qui lui assurent trois ans de production et l'équivalent de l'offre mondiale, soit 540 000 tonnes. Ce « cartel » lui permet de contrôler les approvisionnements, qu'il espère revendre au prix fort, afin d'effectuer des plus-values. Les stocks de métal rouge amassés rapidement sont mis en garantie auprès de ses créanciers. La spéculation participe à l'étranglement rapide du marché.
Eugène Secrétan réussit à impliquer massivement le Comptoir national d'escompte de Paris dans cette spéculation, avec l’accord du président du conseil d'administration Édouard Hentsch, associé de Hentsch frères. Administrateur de la banque Paribas, ce dernier obtient qu'elle participe aussi au cartel du cuivre qui s'impose ainsi. La Société des métaux réalise en 1888 une augmentation de capital de 37,5 millions de francs pour faire face au gonflement de ses stocks.
Les cours du cuivre ayant doublé, les utilisateurs restreignent leurs achats. De nouveaux producteurs apparaissent rapidement, au Mexique, avec la Compagnie du Boléo, dans le Montana, aux États-Unis, et au Chili. Eugène Secrétan tente d'acheter ce surcroît de production, mais ses stocks sont si élevés que les banques finissent par lui refuser les crédits nécessaires.
La Société des métaux est d'autant moins soutenue par eux que la place de Paris devient tétanisée par le scandale de Panama, qui éclate lorsque la Compagnie de Panama est mise en liquidation judiciaire le 4 février 1889, provoquant la ruine de 85 000 souscripteurs. Début mars 1889, le cours du cuivre s'effondre. Les actions de la Société des métaux plongent, entraînant dans leur chute celles du Comptoir national d'escompte de Paris et de Paribas.
Le 5 mars 1889, on retrouve suicidé Eugène Denfert-Rochereau, cousin germain d'Aristide Denfert-Rochereau et patron du Comptoir national d'escompte de Paris, qui fut fondé par son beau-père, Alphonse Pinard. La nouvelle de sa mort se répand lors d'un bal de l'Opéra. À huit heures du matin le lendemain, la place de l'Opéra est noire de monde.
Eugène Secrétan avait réussi à impliquer massivement le Comptoir national d'escompte de Paris dans cette spéculation, à hauteur de 130 millions de francs gagés sur des warrants, avec l’accord du président du conseil d'administration Édouard Hentsch, associé de Hentsch frères, et administrateur de la banque Paribas qui participe aussi au cartel. Rue Rougemont, au siège de la banque, 3050 porteurs sont réunis à l'annonce de la faillite, pour retirer leurs fonds, et sont servis, pour un total de 35 millions.
La Banque de France accepte de prêter cent millions de francs, l'équivalent de dix milliards d'euros d'aujourd'hui (0,5 % du PIB) à la demande du gouvernement, alerté par le ministre des Finances Maurice Rouvier. Elle demande en échange la remise de son portefeuille, et un engagement de 20 millions de francs des autres banquiers,. Les cours de la banque sont divisés par dix. La liquidation amiable du Comptoir national d'escompte de Paris devient nécessaire, en avril, un mois avant le début de l’Exposition universelle de Paris, en exigeant que des administrateurs contribuent financièrement, sur leurs fortunes personnelles, plusieurs d'entre eux étant poursuivis en correctionnelle pour faux bilans et accaparement (monopole).
Dans son autobiographie, le géologue américain John Hays Hammond a révélé qu'il fait ensuite bénéficier Cecil Rhodes des conseils recueillis auprès d'Eugène Secrétan lors du corner sur le cuivre de 1887.
Un nouveau corner sur le cuivre doit alors être organisé par Cecil Rhodes, propriétaire de mines de cuivre au Congo et en Rhodésie. L'opération est préparée lors de discussions autour d'un feu de camp. Elle doit avoir lieu au moment du raid Jameson de décembre 1895, effectué pour prendre le contrôle du Transvaal avec une armée privée, mais l'échec du raid compromet tout.